# Sean Olsson
Pour les articles homonymes, voir Olsson.
Sean Nicholas Olsson, né le 2 mars 1967 à Beverley, est un bobeur britannique.

## Biographie
Sean Olsson participe aux Jeux olympiques de 1998 à Nagano, et remporte la médaille de bronze en bob à quatre avec Dean Ward, Courtney Rumbolt et Paul Attwood.

## Palmarès

### Jeux Olympiques
- : médaillé de bronze en bob à quatre aux Jeux olympiques d'hiver de 1998.